# Xiang Yan
Xiang Yan (chinesisch 項燕 / 项燕, Pinyin Xiàng Yān; † 224 v. Chr.) war ein chinesischer General und Oberbefehlshaber der Armee des Staates Chu in den Jahren 225/224 v. Chr.

## Leben
Über Xiang Yans Leben ist nicht viel bekannt. Als seine Heimat Chu von den Kriegern Qins angegriffen wurde, war er Oberbefehlshaber der Chu-Armee. Es gelang ihm 225 v. Chr. den feindlichen General Li Xin zu schlagen und den Qin ihre schwerste Niederlage überhaupt zuzufügen. Ein Jahr später kehrten die Gegner jedoch unter Wang Jian zurück. Dieser war ein erfahrener Kommandant und konnte Xiang Yan mithilfe einer List schlagen. Laut Überlieferungen wich Wang Jian mehrmals einer Schlacht aus. Als die Chu daraufhin abrückten, fielen die Qin ihnen südlichen des Flusses Qi in den Rücken und besiegten sie entscheidend. In diesem Gefecht wurde auch Xiang Yan getötet, laut Sima Qian erschlug ihn Meng Wu im Duell.